# Enterpia laudeti
Enterpia laudeti ist ein Schmetterling (Nachtfalter) aus der Familie der Eulenfalter (Noctuidae).

## Merkmale
Die Flügelspannweite der Falter beträgt 26 bis 44 Millimeter. Die Grundfarbe aller Flügel ist rein weiß bis cremig weiß. Auf den Vorderflügeln hebt sich eine beidseitig wellig begrenzte, bräunliche Postdiskalregion ab. Gleichfarbig ist eine Region nahe der Flügelwurzel, die den Innenrand jedoch nicht erreicht. Diese dunklen Regionen sind zuweilen leicht rosa überstäubt. Die Ringmakel ist sehr dünn schwärzlich umrandet, die Nierenmakel ist schwarzbraun und geht in die Postdiskalregion über. Die Hinterflügel sind im Randbereich leicht verdunkelt.

### Raupe, Puppe
Ausgewachsene Raupen haben eine gelbweiße Farbe. Sie sind auf jedem Segment mit einer Reihe schwarzer Punktwarzen versehen.
Die Puppe ist rotbraun, hat einen langen Kremaster, der in zwei kurzen Spitzen endet. Sie überwintert in einem mit Sandkörnern versponnenen Kokon.

### Ähnliche Arten
Die sehr ähnliche Enterpia roseocandida Hacker, 1996 unterscheidet sich durch die meist etwas stärkere rosa Überstäubung der Vorderflügeloberseite.

## Verbreitung und Lebensraum
Enterpia laudeti kommt in Europa in vier voneinander isolierten Gebieten vor: im Dreiländereck Frankreich, Italien und Schweiz (Wallis), in Zentralspanien, auf der Balkanhalbinsel sowie in den nördlichen Gebirgen der Türkei. In den Alpen steigt sie bis auf etwa 1500 Meter Höhe. Die weitere Verbreitung Richtung Osten umfasst Russland, Turkmenistan, Kasachstan und Usbekistan. Im Nahen und Mittleren Osten sind die Unterarten Enterpia laudeti orientis und Enterpia laudeti roseomarginata anzutreffen. Die Art ist in Steppengebieten und trockenen, steinigen Felsregionen zu finden.

## Lebensweise
Die Falter von Enterpia laudeti fliegen von April bis Juni in einer Generation. Selten erscheint im September eine zweite Generation. Sie sind überwiegend tagaktiv, besuchen nachts aber auch künstliche Lichtquellen. Die Raupen leben an den Blüten und Samen von Gipskraut- (Gypsophila) oder Leimkraut-Arten (Silene). Die Puppe überwintert.